# Medicina do Vício
Medicina do Vício é uma subespecialidade  médica que lida com o diagnóstico, prevenção, avaliação, tratamento e recuperação de pessoas com dependência , de pessoas com transtornos relacionados a substâncias viciante  , e de pessoas que apresentam uso não saudável de substâncias, incluindo álcool , nicotina , medicamentos prescritos e outras drogas ilícitas e lícitas. trata de pacientes como crianças e adultos, atuando principalmente em ambiente clínico ou hospitalar. Inclui o estudo das doenças, A subespecialidade médica frequentemente cruza para outras áreas, uma vez que vários aspectos da dependência se enquadram nos campos da saúde pública , psicologia , serviço social , aconselhamento de saúde mental , psiquiatria e medicina interna , entre outros. Incorporados à especialidade estão os processos de desintoxicação , reabilitação , redução de danos , tratamento baseado em abstinência , terapias individuais e em grupo, supervisão de casas de recuperação , tratamento de sintomas relacionados à abstinência , intervenção aguda e terapias de longo prazo projetadas para reduzir a probabilidade de recaída. Alguns especialistas, principalmente aqueles que também têm experiência em medicina de família ou medicina interna, também fornecem tratamento para estados de doença comumente associados ao uso de substâncias, como hepatite e infecção por HIV  .